# خولیو ریکاردو کروز
خولیو ریکاردو کروز (هلندی: Julio Ricardo Cruz؛ زادهٔ ۱۰ اکتبر ۱۹۷۴) یک بازیکن فوتبال اهل آرژانتین است.

## تیم ملی
وی همچنین در تیم ملی فوتبال آرژانتین بازی کرده‌است.